# Quadenhof (Düsseldorf-Gerresheim)

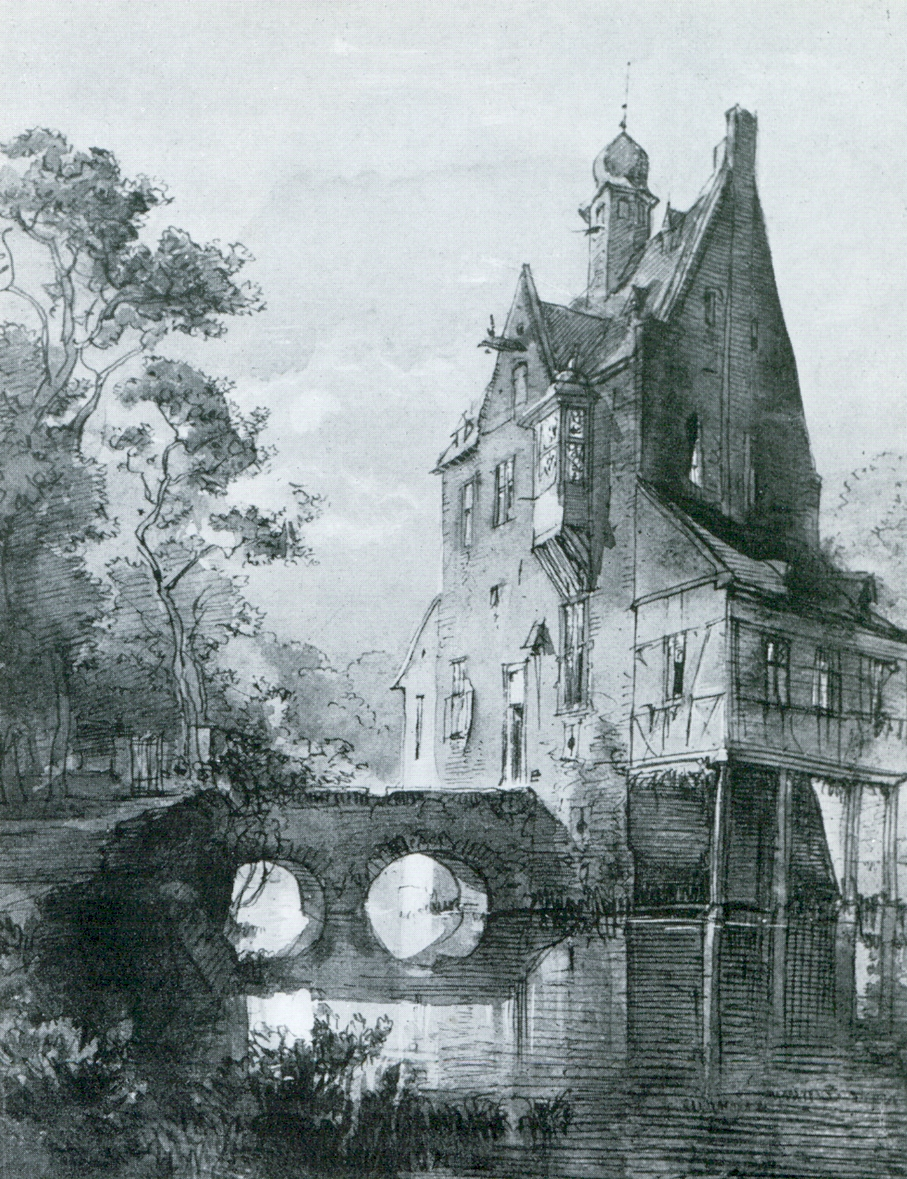
Der Quadenhof 1840

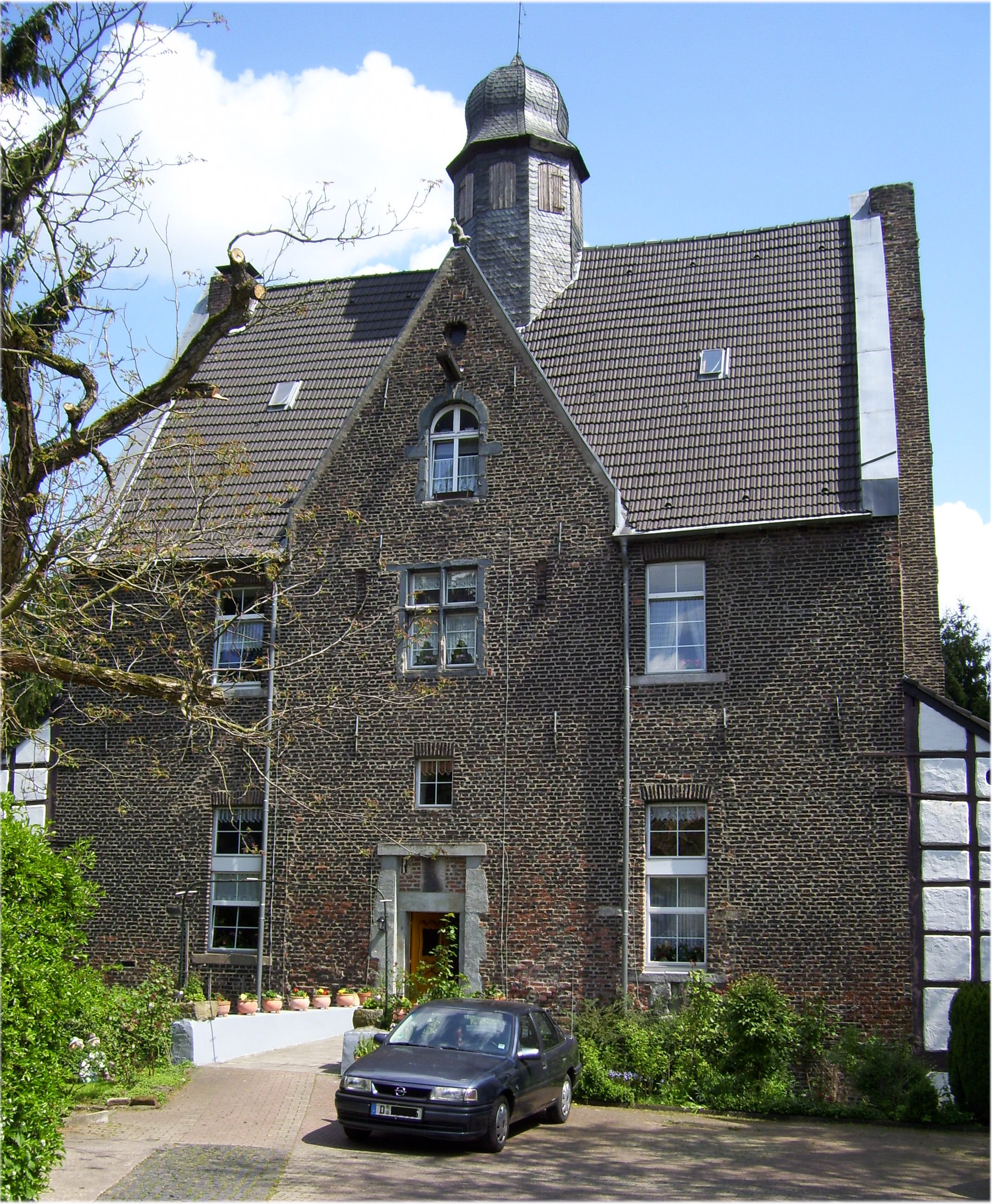
Der Quadenhof 2008

Der Quadenhof ist ein Gebäude am Gerricusplatz 23 in Düsseldorf-Gerresheim. Es wurde 1427 bis 1436 für Godert von Broichhusen errichtet. Der Hof wurde nach der Familie Quad von Raede benannt, die ihn 1458 per Heirat erhielt. Der Quadenhof gehört zu den wenigen profanen Backsteinbauten des späten Mittelalters, die sich im Düsseldorfer Raum erhalten haben.

## Beschreibung
Der Quadenhof wurde als wehrhafter Adelssitz im Stil der Spätgotik erbaut. Im Kern ist es ein rechteckiger, dreigeschossiger Backstein-Wehrbau mit steilem Satteldach. Die Ostfassade ist dreiachsig und hat einen mittig angeordneten Zwerchgiebel. Über dem Eingang ist ein Kreuzstockfenster in der Form des 15. Jahrhunderts erhalten. Vier weitere Kreuzstockfenster befinden sich auf der Ostseite, zusammen mit dem Aborterker. Auf dem Satteldach befindet sich ein barocker Dachreiter.